# Biotopo Prati di Monte
Il Biotopo Prati di Monte è un'area naturale protetta del Trentino-Alto Adige istituita nel 1994.
Occupa una superficie di 5,99 ha nel comune di Altavalle, in Provincia autonoma di Trento.